# 스플린터 (닌자 거북이)
스플린터(Splinter)는 《닌자 거북이》의 등장인물이다.